# 第72回天皇杯全日本サッカー選手権大会
第72回天皇杯全日本サッカー選手権大会（だい72かいてんのうはいぜんにほんサッカーせんしゅけんたいかい）は、1992年（平成4年）12月5日から1993年（平成5年）1月1日まで開かれた天皇杯 JFA 全日本サッカー選手権大会である。

## 概要
- 本大会出場は32チーム。
- 決勝は5大会連続の決勝進出となった日産FC横浜マリノスが前回に続いて読売クラブと対戦。延長戦の末2-1で破り日産自動車時代を含めて、第69回以来の連覇を達成した。

## 出場チーム

### Jリーグ
- 鹿島アントラーズ（9回目）
- 東日本JR古河サッカークラブ（28回目）
- 三菱浦和フットボールクラブ（28回目）
- 読売日本サッカークラブ（18回目）
- 日産FC横浜マリノス（15回目）

- 全日空佐藤工業サッカークラブ（7回目）
- 清水エスパルス（初出場）
- 名古屋グランパスエイト（16回目）
- パナソニックガンバ大阪（12回目）
- サンフレッチェ広島（41回目）

### 北海道
- アンフィニ札幌（3回目）

### 東北
- NEC山形（3回目）

### 関東
- フジタ（21回目）
- NKK（20回目）
- 東芝（12回目）
- 富士通（11回目）
- 慶應義塾大学（9回目）
- 東邦チタニウム（4回目）

### 北信越
- YKK（6回目）
- 金沢クラブ（初出場）

### 東海
- 本田技研（19回目）
- ヤマハ（16回目）
- 中央防犯（2回目）

### 関西
- ヤンマーディーゼル（25回目）
- 大阪商業大学（15回目）
- 京都紫光（11回目）
- 同志社大学（6回目）

### 中国
- 川崎製鉄（6回目）
- 三菱自工水島（初出場）

### 四国
- 大塚製薬（4回目）

### 九州
- 新日鐵八幡（35回目）
- 福岡大学（15回目）

## 試合

### 1回戦
- 読売クラブ 2-0 福岡大学
- ヤマハ 4-0 東邦チタニウム
- サンフレッチェ広島 2-0 同志社大学
- 三菱自工水島 0-5 パナソニックガンバ大阪
- 三菱浦和 2-1 アンフィニ札幌
- YKK 0-4 富士通
- NKK 2-3 ヤンマーディーゼル
- 新日鐵八幡 1-8 鹿島アントラーズ
- 名古屋グランパスエイト 1-3 フジタ
- 本田技研 1-0 NEC山形
- 慶應義塾大学 3-2 京都紫光
- 大塚製薬 0-3 東日本JR古河
- 日産横浜マリノス 8-0 金沢クラブ
- 大阪商業大学 3-4 全日空佐藤工業
- 東芝 5-6 中央防犯
- 川崎製鉄 0-3 清水エスパルス

### 2回戦
- 読売クラブ 1-0 ヤマハ
- サンフレッチェ広島 2-3 パナソニックガンバ大阪
- 三菱浦和 3-0 富士通
- ヤンマーディーゼル 1-2 鹿島アントラーズ
- フジタ 3-1 本田技研
- 慶應義塾大学 0-1 東日本JR古河
- 日産横浜マリノス 4-2 全日空佐藤工業
- 中央防犯 1-4 清水エスパルス

### 準々決勝
- 読売クラブ 1(PK4-2)1 パナソニックガンバ大阪
- 三菱浦和 2-1 鹿島アントラーズ
- フジタ 1-0 東日本JR古河
- 日産横浜マリノス 4-3 清水エスパルス

### 準決勝
- 読売クラブ 2(PK4-3)2 三菱浦和
- フジタ 0-1 日産横浜マリノス

### 決勝
| 1993年1月1日 |

| 読売クラブ  | 1 - 2 （延長） | 日産横浜マリノス               |
| 中村忠 83分 |                | 水沼貴史 74分 · 神野卓哉 102分 |

| 国立霞ヶ丘競技場陸上競技場 観客数: 56,000人 |

| 日産     |    |            |      |
|          |    |            |      |
| GK       | 1  | 松永成立   |      |
| DF       | 3  | 小村徳男   |      |
| DF       | 4  | 井原正巳   |      |
| DF       | 13 | 永山邦夫   |      |
| DF       | 15 | 鈴木正治   |      |
| DF       | 5  | 小泉淳嗣   |      |
| MF       | 7  | エバートン |      |
| MF       | 8  | 水沼貴史   |      |
| MF       | 10 | 木村和司   |      |
| MF       | 22 | 山田隆裕   |      |
| FW       | 9  | レナト     | 90分 |
| 控え:    |    |            |      |
|          | 16 | 浦上壮史   |      |
|          | 6  | 勝矢寿延   |      |
|          | 18 | 野田知     |      |
|          | 20 | 松橋力蔵   |      |
|          | 19 | 神野卓哉   | 90分 |
| 監督:    |    |            |      |
| 清水秀彦 |    |            |      |

| 読売  |    |              |      |
|       |    |              |      |
| GK    | 1  | 菊池新吉     |      |
| DF    | 2  | 加藤久       |      |
| DF    | 6  | 都並敏史     |      |
| DF    | 13 | 石川巧       |      |
| DF    | 15 | ペレイラ     |      |
| MF    | 5  | 柱谷哲二     |      |
| MF    | 10 | ラモス瑠偉   |      |
| MF    | 17 | 永井秀樹     | 64分 |
| MF    | 21 | 中村忠       |      |
| FW    | 9  | 武田修宏     |      |
| FW    | 11 | 三浦知良     |      |
| 控え: |    |              |      |
|       | 18 | 藤川孝幸     |      |
|       | 4  | 佐々木博和   |      |
|       | 3  | 加藤善之     |      |
|       | 8  | 戸塚哲也     |      |
|       | 20 | パウリーニョ | 64分 |
| 監督: |    |              |      |
| ペペ  |    |              |      |